# 河鲈
河鱸（学名：Perca fluviatilis）又名欧洲河鲈、歐亞河鱸，俗称「歐鱸、红鳍鲈、欧罗巴鳜鱼、欧罗巴桂鱼、五道黑」等，是鲈形目鲈科的一種淡水辐鳍鱼，是鲈属的模式种。河鲈主要分布于欧洲和北亚的内陆水系，澳洲、新西蘭有引入的種群。

## 命名
本魚由瑞士生物學家卡爾·林奈於1758年發表命名，是鱸屬的模式屬。
本魚種小名「fluviatilis」拉丁語意為「河流」，意指本魚棲於河流而得名。

## 分布
本魚為溫帶魚種，橫跨歐亞，廣泛分布於歐洲、西伯利亞的淡水流域，除了伊比利半島、義大利中部至亞德里亞海；十九世紀被引入到澳洲，分佈于澳洲東岸維多利亞州及新南威爾斯州。西伯利亚东部黑龙江流域的现有分布是人为移殖的结果。该物种的模式产地在欧洲。
本魚自然分布範圍為北緯74度至北緯38度、西經91度至東經168度。
本魚適應淡水及半咸水，為底棲魚，棲息深度1-30公尺，通常3-4公尺。適應水溫為10-20°C,水酸醎值pH7.0至7.5之間，水硬度8-12dH。

## 形態
本魚為中型魚，體長可達60.0公分，通常是25公分，魚體黃綠色，盆腔及臀鰭黃色至紅色，體側具5-9條黑色橫帶，胸鰭黃色，第一背鰭灰色，第二背鰭黃綠色，背鰭硬棘14-19枚、軟條13-16枚，臀鰭硬棘2枚、軟條7-10枚，體長可達60公分。
本魚壽命有記錄可達22歲，但平均為6歲。

## 生態
本魚為底棲魚，生活在淡水各種棲地，包括池塘、湖泊、中型溪流等。會伺機在黃昏及清晨獵物出来活動時覓食，會食用任何獵物。魚苗會在開放水域覓食，魚苗與小魚通常以溪流的無脊椎動物為食。在第一個夏季，許多亞成體會移到水底捕食底棲獵物。通常長到12公分就會開始捕食小魚。
繁殖期時會作短暫洄游，雄魚通常在1-2歲達到性成熟，而雌魚通常在2-4歲。2月至7月是產卵期。粘性卵會聚集成白色的長帶狀，常粘附於沉水物上，如水草與岩石。

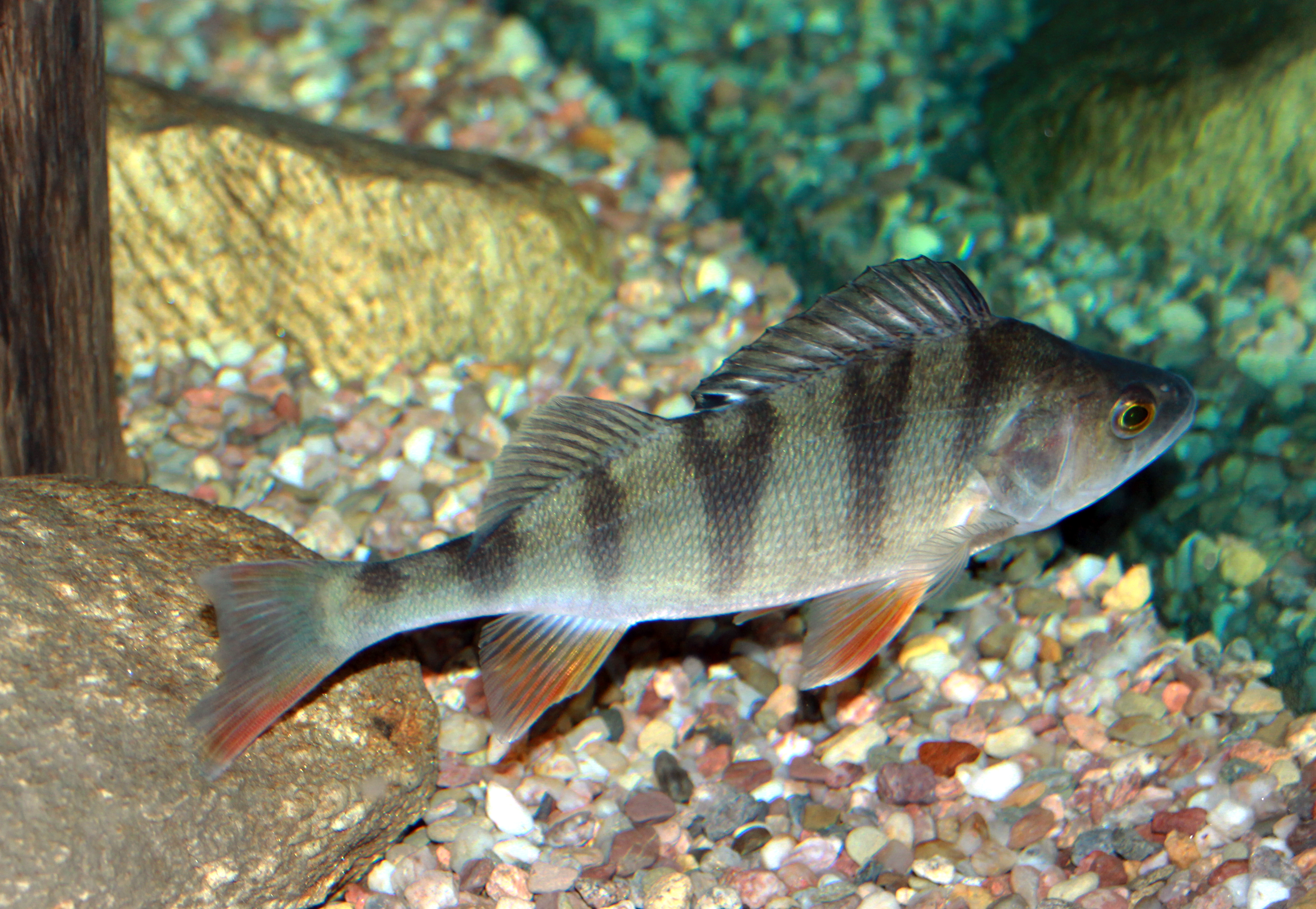
布拉格伏尔塔瓦河的水下展覽

## 經濟利用
本魚可做為食用魚、遊釣魚及觀賞魚，是重要的經濟魚種。
本魚肉質佳而少骨，可新鮮處理或冷藏處理，可以煎、烤後食用。

## 風險管理
本魚作为休闲捕鱼极受欢迎的游钓鱼也被引进到澳大利亚、新西兰和南非等地，在一些非原生地区甚至已经成为入侵物种。

## 保护现状
本魚作為高價值經濟魚種，有些種群會遭過度剝削。
本魚也深受海洋廢棄物汙染之害，研究者發現鱸魚幼魚的腸道充滿了各式塑膠微粒。
國際自然保護聯盟於2022年評估，本魚分布廣泛，也未有重大威脅，因此評為「無危物種」。

## 文化
河鲈是芬兰的国鱼。
河鲈也出现在几个欧洲市镇的市徽上。
- 德国巴特布豪
- 德国普伦县的勋伯格（英语：Schönberg, Plön）
- 德国格勒宁根

## 延伸阅读
[在维基数据编辑]
 《欽定古今圖書集成·博物彙編·禽蟲典·鱸魚部》，出自陈梦雷《古今圖書集成》